# Hauzenberg
Hauzenberg är en stad i Landkreis Passau i Regierungsbezirk Niederbayern i förbundslandet Bayern i Tyskland.